# Федорів Андрій Романович
Андрій Романович Федорів (рос. Андрей Романович Федорив, нар. 11 серпня 1963, Львів, Українська РСР) — радянський та російський легкоатлет, заслужений майстер спорту, призер Чемпіонату Європи 1986 (200 м), призер Чемпіонату світу 1987 (4х100 м), учасник Олімпійських ігор 1992 та 1996, 39-разовий чемпіон СРСР, СНД та Росії на спринтерських дистанціях.
Батько російської легкоатлетки Олександри Федорівої.

## Нагороди та звання
- Заслужений майстер спорту СРСР